# Гришай, Борис Николаевич
Бори́с Никола́евич Гриша́й (31 октября 1936, Миллерово, Ростовская область, СССР — 10 марта 2020, Миасс, Челябинская область) — советский, российский учёный, инженер, участник создания стратегических ракетных комплексов подводных лодок ВМФ СССР (Государственный ракетный центр имени академика В. П. Макеева), общественный деятель, педагог. Кандидат технических наук (1972). Заслуженный изобретатель РСФСР (1982). Декан Машиностроительного факультета филиала Южно-Уральского университета в городе Миассе (2003—2010), и. о. директора филиала ЮУрГУ в городе Миассе (2010—2013). Награждён Орденом Ленина (1987), Орденами Трудового Красного Знамени (1971 и 1975), медалями СССР и РФ.

## Биография
Борис Николаевич Гришай родился 31 октября 1936 года в городе Миллерове Ростовской области (РСФСР, СССР).
Окончил в 1960 году Уральский государственный университет.
С 1961 по 1992 год — работа в СКБ № 385 (с 1966 года — КБ машиностроения) (город Миасс Челябинской области): инженер, ст. инженер, начальник группы (отдел динамики), зам. начальника головного проектного отдела (с 1971), начальник отдела динамики (1980—1992).
Кандидат технических наук (1972).
Автор 45 изобретений (25 внедрены) и 43 печатных трудов по специальности.

Внёс существенный вклад в разработку двух поколений БРПЛ. Под его руководством и при его непосредственном участии проводились исследования и отработка систем отделения ГЧ, процессов разделения ступеней ракет, баллистическое проектирование и разработка алгоритмов расчёта полётных заданий. Руководил выбором конструктивно-компоновочных схем ракет с РГЧ индивидуального наведения боевых элементов. Являлся инициатором и возглавлял ряд принципиально новых техн[ических] направлений по автоматизации проектно-конструкторских работ, внедрению вероятностно-статистических методов в практику проектирования. Организовал разработку программно-математического обеспечения для планирующих органов заказчика, позволяющего повысить эффективность применения ракетных комплексов.
— Информация из справочного издания «Руководители и ведущие специалисты Государственного ракетного центра "КБ им. академика В. П. Макеева": Биографический словарь», 2004.
С 1993 по 2000 год — работа на Уральском автомобильном заводе: начальник отдела, начальник управления.
С 2000 по 2013 год — работа в филиале Южно-Уральского государственного университета в городе Миассе: профессор.
С 2003 года — декан Машиностроительного факультета филиала ЮУрГУ в городе Миассе.
С 2010 по 2013 год — исполняющий обязанности директора филиала ЮУрГУ в городе Миассе.
Член Учёного совета ЮУрГУ (с середины 1970-х годов до 1994, с 2003 по 2013).
Член Совета депутатов Миасского городского округа (1996—2000).
Увлечение — поэзия. Автор поэтического сборника «Мир дому вашему…» (стихи и песни).
Скончался 10 марта 2020 года в Миассе (Челябинская область).

## Основные награды
- Орден Ленина (1987)
- Орден Трудового Красного Знамени (1971, 1975)
- Заслуженный изобретатель РСФСР (1982)
- Медали СССР и РФ